# Kingsley Sarfo
Kingsley Kofi Sarfo, född 13 februari 1995, är en ghanansk fotbollsspelare som spelar för APOEL, på lån från Olympiakos Nicosia. Han har även spelat för det ghananska landslaget. När han spelade i IK Sirius gjorde han sig känd för sin snabbhet.

## Klubbkarriär

### Ghana, division 2 och Sirius
Sarfo spelade för Golden Boot Academy och Anokye Stars i hemlandet Ghana. Han kom till Sverige 2013 och spelade inledningsvis för division 2-klubben FC Rosengård i Malmö. Inför säsongen 2014 skrev han på för mellanskånska BW 90, i samma division. I augusti 2014 värvades Sarfo av IK Sirius, som han skrev på ett kontrakt över säsongen 2016 med. I mars 2016 förlängdes hans kontrakt fram till den 30 juni 2018.
Säsongen 2016 var Sarfo med och spelade upp Sirius till Allsvenskan då man vann Superettan 2016.. Den 3 april 2017 spelade Sirius sin första match i Allsvenskan på 42 år, detta mot Djurgårdens IF, en match som slutade 2–0 till Sirius efter två mål av Sarfo. Den 8 maj 2017 blev Sarfo utsedd till månadens spelare i Allsvenskan.

### Malmö FF
Efter en stark vårsäsong för de allsvenska nykomlingarna 2017 började rykten placera Sarfo i andra allsvenska klubbar. Den 21 juni 2017 berättade Sarfo själv att de regerande mästarna Malmö FF kommit överens med Sirius om att köpa honom. Övergångssumman uppgavs ligga på omkring 13 miljoner kronor. Dagen därpå, den 22 juni 2017, presenterades Sarfo av Malmö FF som bekräftade att han skrivit på ett fyraårigt kontrakt för klubben.  Den 15 juli gjorde Sarfo sin debut för Malmö FF mot gamla klubben IK Sirius, han gjorde då också mål i sin debut. Matchen slutade 3-3.

#### Åtal och brott
Våren 2018 dömdes Kingsley Sarfo för våldtäkt mot barn till fängelse i två år och åtta månader samt utvisning i tio år, varvid Malmö FF sa upp allt samarbete med honom. Klubben inledde också en process mot IK Sirius för att få tillbaka den övergångssumma man betalt för spelaren, med motivering att brotten han dömts för begåtts då han tillhörde den tidigare klubben. Svenska Fotbollförbundets skiljenämnd beslutade hösten 2019 att Malmö FF inte får tillbaka några pengar från Sirius.

### Olympiakos Nicosia
I september 2020 blev Sarfo klar för spel i cypriotiska Olympiakos Nicosia, där han skrev på ett tvåårskontrakt. Den 27 januari 2022 lånades Sarfo ut till APOEL på ett låneavtal över resten av säsongen 2021/2022.

## Landslagskarriär
Sarfo uttryckte under våren 2017 önskan om att bli svensk medborgare och spela i det svenska landslaget. Förbundskaptenen för det svenska U21-landslaget Håkan Ericson ville ta ut honom i truppen till U21-EM 2017, men detta misslyckades då han inte kunde få svenskt medborgarskap i tid. I juni 2017, samma månad som U21-EM spelades, tackade Sarfo nej till att representera Ghanas a-landslag. I september samma år meddelade han dock att han hade beslutat sig för att representera Ghana om han blev uttagen igen. Den 7 oktober 2017 debuterade han för det ghananska landslaget i en VM-kvalmatch mot Uganda, som slutade 0-0.

## Meriter

### Inom klubblag
IK Sirius
- Superettan: 2016